# Варшавская битва (1920)
Варшавская битва, также известная как Чудо на Висле (пол. Cud nad Wisłą) — одно из ключевых сражений советско-польской войны 1919—1921 годов, в котором Польша смогла остановить наступление Красной армии и добиться перелома в ходе войны. Исход Варшавской битвы привёл к сохранению Польшей независимости. Согласно Рижскому мирному договору, к Польше отошли обширные территории Западной Украины и Западной Беларуси.

## Военно-стратегическая ситуация
Успех Июльской и Киевской операций позволил командованию РККА овладеть инициативой. Польские войска отходили на запад. 11 июля британский министр иностранных дел лорд Керзон направил наркому иностранных дел Советской России Георгию Чичерину ноту с предложением начать польско-российские мирные переговоры и установить границу по этнографической линии проживания польского и непольских народов (т. н. «Линия Керзона»). Однако 16 июля пленум ЦК РКП(б) отверг предложение Керзона и принял решение о продолжении «Красного марша». 20 июля главком С. С. Каменев отдал директиву Западному и Юго-Западному фронтам о продолжении наступления. 21-22 июля Каменев и командующий Западным фронтом решили, что для овладения Варшавой будет достаточно сил одного Западного фронта.
Было принято и политическое решение о будущем Польши. 23 июля в Смоленске по постановлению Пленума ЦК был сформирован Временный революционный комитет Польши (Польревком), который должен был принять на себя всю полноту власти после взятия Варшавы и свержения Пилсудского.
Успехи Красной армии убедили Ленина в близости установления советской власти в Польше, а затем в Германии и во всей Европе. В начале июля в Петрограде был созван II Конгресс Интернационала с тем, чтобы подготовить левые партии Европы к захвату власти. В зале проведения Конгресса была установлена огромная карта, на которой флажками отмечалось продвижение Красной армии на Варшаву.

## Начало операции РККА
К началу операции (23 июля) войска Западного фронта вышли на рубеж Гродно, Слоним, Пинск и получили задачу к 4 августа овладеть рубежом Ломжа, Брест и не позже 12 августа — Варшава.
Польское командование попыталось остановить советские войска на рубеже рек Нарев и Западный Буг. Однако войска фронта сорвали замысел противника. На северном участке фронта, вдоль границы Польши с Восточной Пруссией, быстрее других армий Западного фронта двигались 4-я армия Е. Н. Сергеева и 3-й Конный корпус Г. Гая. Они стремились кратчайшим путем пройти от Гродно к бывшей русской крепости Осовец (занята 27 июля) на Ломжу (занята 2 августа) и Остроленку, с выходом к Варшаве с севера. Соседняя 15-я армия А. И. Корка, наступая южнее, обеспечивала левый (южный) фланг 4-й армии. Она наносила удар на Белосток (занят 7 августа), а оттуда через Западный Буг прямо на Варшаву. Еще южнее в том же направлении продвигалась 3-я армия B.C. Лазаревича. Ее путь пролегал через Гайновку на Вышкув. Но она несколько замедлила темп наступления. 16-я армия Н. В. Соллогуба и Мозырская группа Т. С. Хвесина наступала от Бреста (занят 1 августа) в район к югу от Варшавы, и ее боевые порядки растянулись на сравнительно большом пространстве. Таким образом, в конце июля — начале августа наибольшую угрозу для польской армии и столицы страны представляли 4-я и 15-я армии «красных».
К 10 августа войска Западного фронта, преследуя противника, вышли на рубеж Млава, Пултуск, Седльце, Любартув.

## Подготовка Польши к отражению наступления

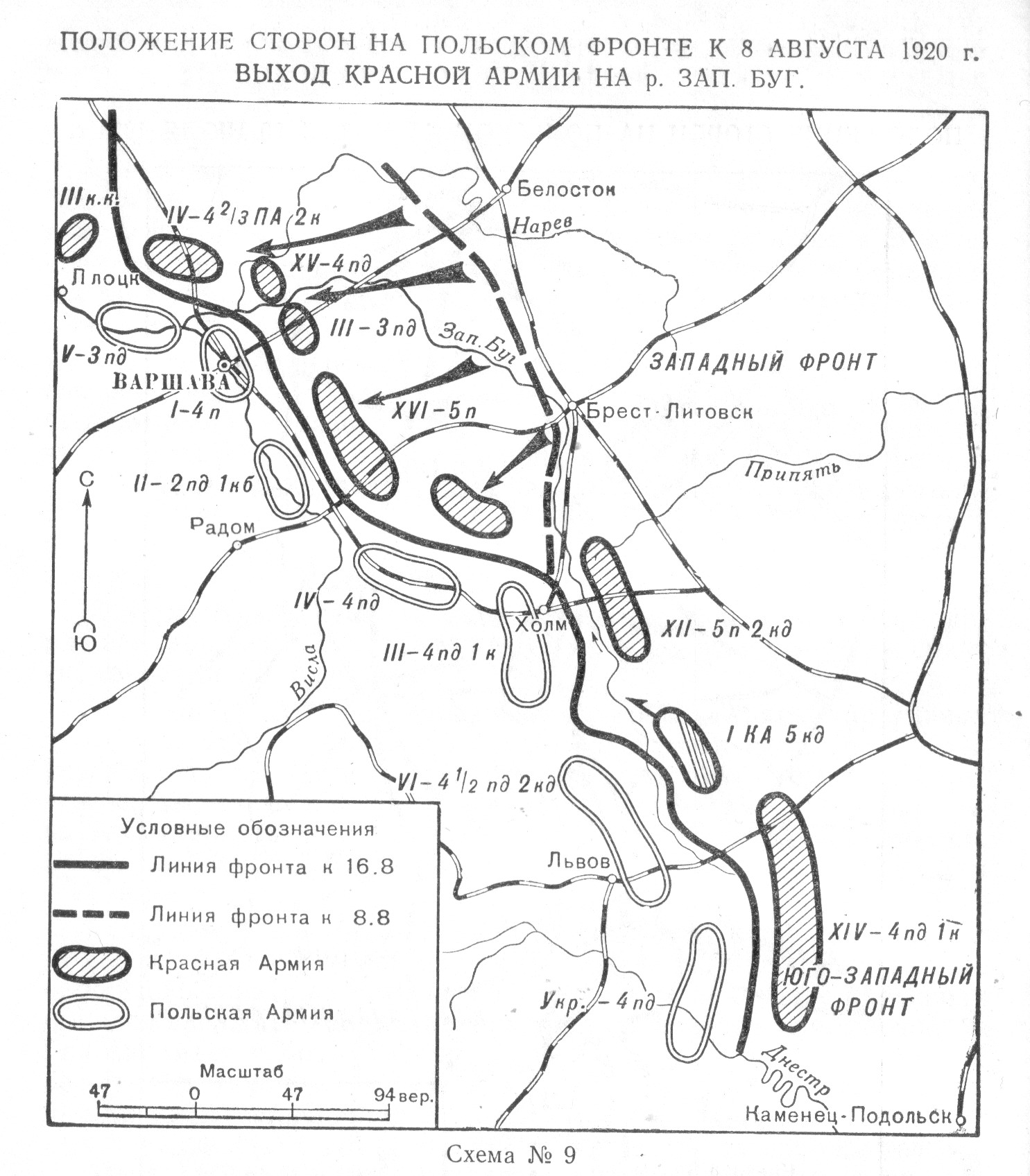
Положение сторон к 8 августа 1920 года.

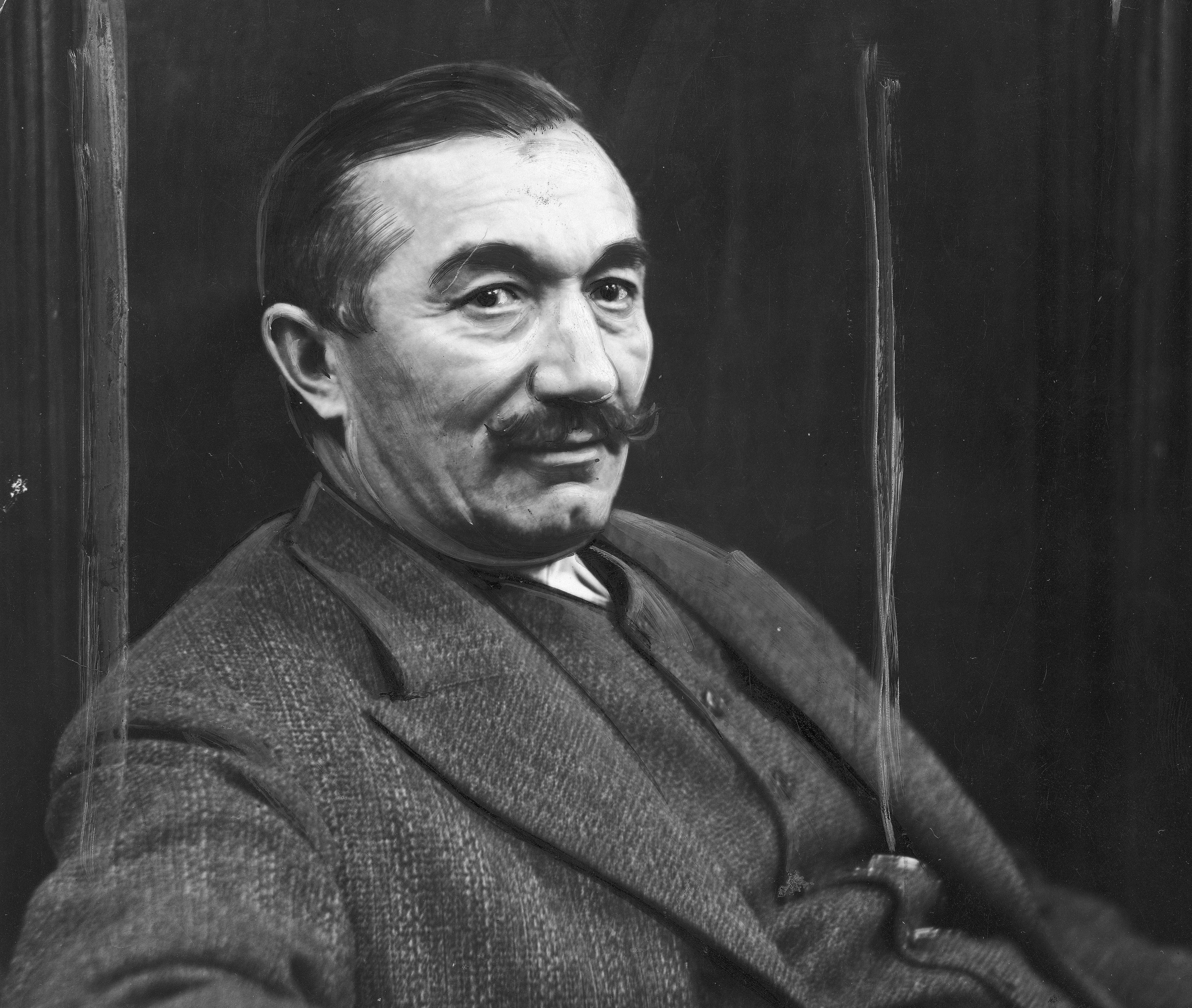
Премьер-министр Польши Винценты Витос

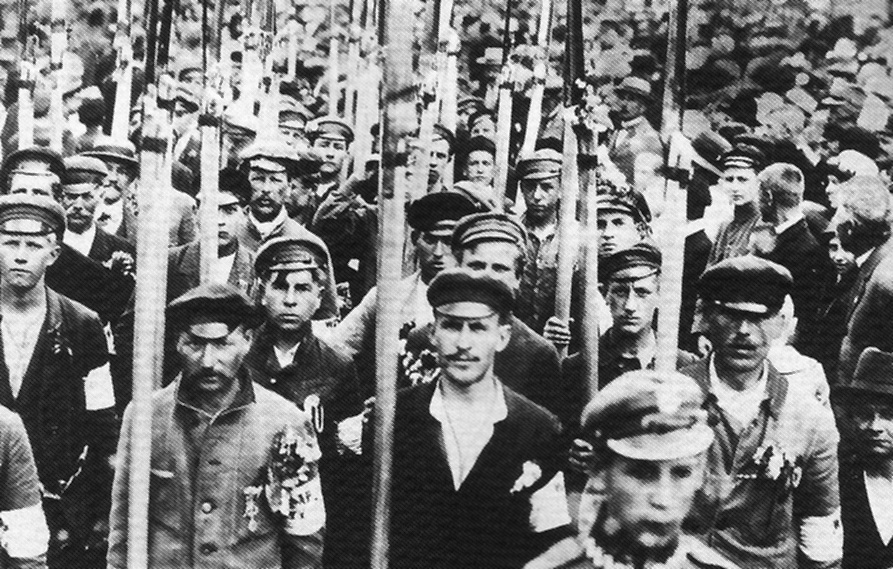
Добровольцы Войска Польского. 1920

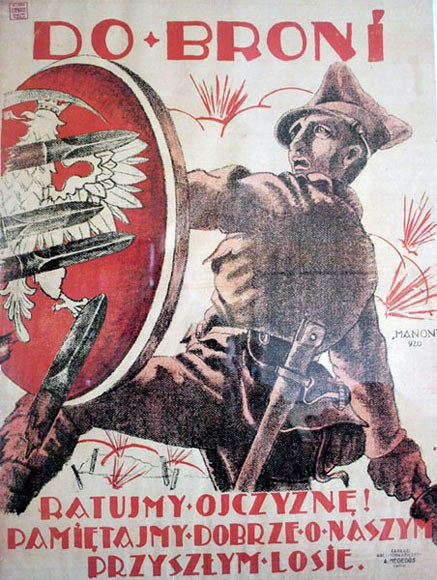
«К оружию!» — польский агитационный плакат. Надпись внизу: «Спасём Отчизну! Не забудем о нашем будущем».

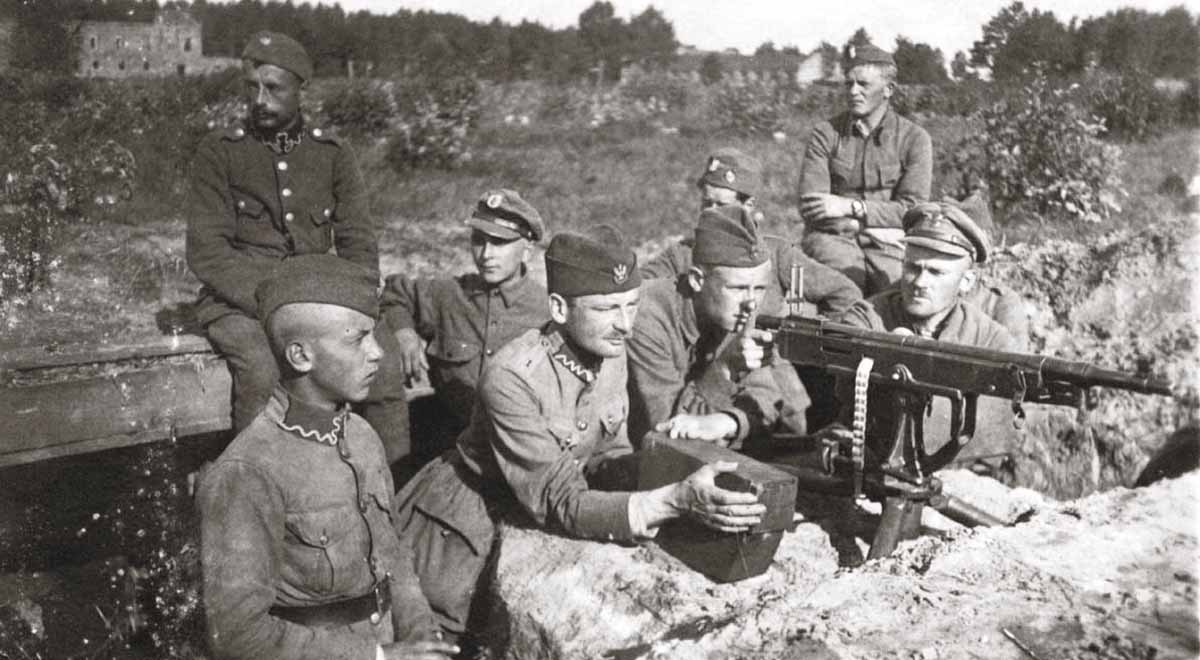
Польские окопы под Милосной, август 1920 года

24 июля правительство Владислава Грабского подало в отставку. В тот же день указом Юзефа Пилсудского к работе приступил новый премьер — Винценты Витос.
Пилсудский произвел реорганизацию управления войсками в связи с новыми задачами по обороне Варшавы. Командующим новым Северным фронтом был назначен генерал Юзеф Галлер. В составе Северного фронта всего за несколько дней (до 6 августа) была сформирована 5-я армия под командованием генерала Владислава Сикорского. Далее к югу занимала позиции 1-я армия генерала Францишека Латиника. Задачей армии являлась непосредственная оборона Варшавы с востока. Южнее Варшавы левый берег Вислы охраняла 2-я армия Северного фронта генерала Болеслава Ройя. Всего три армии Северного фронта (5-я, 1-я, 2-я) в преддверии битвы за Варшаву имели 10 дивизий (9 пехотных, одну кавалерийскую) и 6 бригад (2 пехотные, 4 сводные). Это около 54-х тысяч штыков и около 6 тысяч сабель. На правом (южном) крыле Северного фронта вела арьергардные бои Полесская оперативная группа, командующим которой до начала августа оставался генерал Сикорский. Южнее его был создан Центральный фронт для обороны междуречья Вислы и Западного Буга и недопущения противника в район Люблина (командующий генерал Эдвард Рыдз-Смиглы). Наконец, в Подолии с 6 августа действовали войска еще одного нового фронта — Южного, под командованием генерала В. Ивашкевича. Южный фронт состоял из 6-й польской армии и армии Украинской Народной республики.
В ночь на 6 августа был подготовлен оперативный приказ 8358/III — результат совместной работы Юзефа Пилсудского, генерала Т. Розвадовского, полковника Т. Пискора и шефа франко-британской миссии в Польше генерала М. Вейгана. План предусматривал концентрацию крупных сил на реке Вепш и внезапный удар в тыл войск Западного фронта. Для этого из двух армий Центрального фронта генерала Эдварда Рыдз-Смиглы были сформированы две ударные группы: первая, из состава 4-й армии (4-я, 16-я, 21-я пехотные дивизии), и вторая, из состава 3-й армии (1-я и 3-я пехотные дивизии легионов), а также Отдельная 4-я кавалерийская бригада.
Первая группа сосредоточилась в районе Демблина. Здесь же, в 14-й дивизии, разместилась штаб-квартира Юзефа Пилсудского, а рядом, в 16-й дивизии — генерала Скерского. Рыдз-Смиглы расположил свой штаб в 1-й пехотной дивизии легионов. 12 августа Юзеф Пилсудский покинул Варшаву и прибыл в Пулавы, где располагалась ставка генштаба. Перед отъездом он передал премьеру Винценты Витосу своё прошение об отставке с постов Начальника государства и Главнокомандующего. Маршал объяснил своё решение тем, что сейчас Польша может рассчитывать только на помощь стран Антанты, требующей его ухода. Премьер-министр отставку Пилсудского не принял.
В августе 1920 года Антанта спешно направила через Румынию для польской армии около 600 орудий, которые по прибытии были немедленно введены в бой. Польское руководство ужесточило меры по поддержанию дисциплины в армии, где наряду с пропагандой защиты отечества широко применялись военно-полевые суды, а 14 августа были введены заградительные отряды с пулеметами для остановки отступающих частей

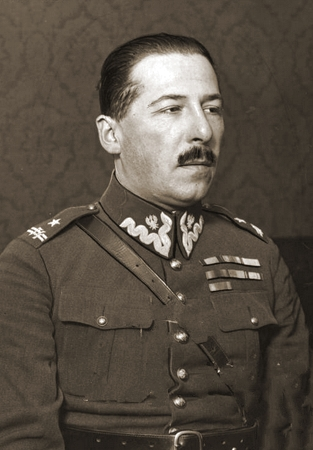
Ян Ковалевский — военный атташе в Москве, Бухаресте и Лиссабоне.

Между тем, ещё за год до наступления Западного фронта произошло событие, которое во многом обусловило поражение Красной армии в советско-польской войне. В августе—сентябре 1919 года подразделение польских шифровальщиков отдела P-2 Главного штаба ВП (разведка и контрразведка) Генерального штаба под руководством поручика Яна Ковалевского взломало шифры как Добровольческой армии, так и РККА. По личному приказу Пилсудского было немедленно сформировано подразделение шифровальщиков, которое возглавил поручик Ян Ковалевский. Создана была также целая сеть радиостанций перехвата. Ковалевский привлёк к работе выдающихся математиков, профессоров Варшавского и Львовского университетов Станислава Лесневского и Стефана Мазуркевича, а также Вацлава Серпинского с группой молодых аспирантов. Были взломаны практически все шифры белых и красных, что дало ясную картину всего происходящего на территории России от Петрограда до Сибири, от Мурманска и до Чёрного моря. А уже в январе 1920 группа Ковалевского взломала также и немецкие военные шифры.
С августа 1919 и до конца 1920 года польские шифровальщики приняли несколько тысяч радиограмм (в основном РККА). Главная нагрузка на шифровальный отдел легла летом 1920 года, когда он принимал до 500 советских радиограмм ежемесячно. Например, в августе поляки получили и дешифровали 410 радиодепеш, подписанных Троцким, Тухачевским, Якиром и Гаем. На основании дешифровок командование польской армии смогло принять правильные стратегические решения в ходе Варшавского сражения.
Состав Западного фронта
- 3-й кавалерийский корпус Гаи Гая
- 4-я армия Александра Шуваева
- 15-я армия Августа Корка
- 3-я армия Владимира Лазаревича
- 16-я армия Николая Соллогуба
- Мозырская группа Тихона Хвесина

В то же время продолжалось сражение за Львов, которое вёл Юго-Западный фронт (ком. А. И. Егоров):
- 12-я армия (Г. К. Восканов)
- 14-я армия  (М. В. Молкочанов)
- 1-я Конная армия  (С. М. Будённый)

Состав польских фронтов:
Северный фронт генерала Юзефа Халлера
- 5-я армия генерала Владислава Сикорского
- 1-я армия генерала Францишека Латиника
- 2-я армия генерала Болеслава Рои

Центральный фронт генерала Эдварда Рыдз-Смиглы:
- 4-я армия генерала Леонарда Скерского
- 3-я армия генерала Зигмунта Зелинского

Южный фронт генерала Вацлава Ивашкевича:
- 6-я армия генерала Владислава Енджеевского
- Армия УНР генерала Михаила Омельяновича-Павленко

Общая численность личного состава расходится во всех источниках, как польских, так и советско-российских.

## Продолжение наступления Западного фронта

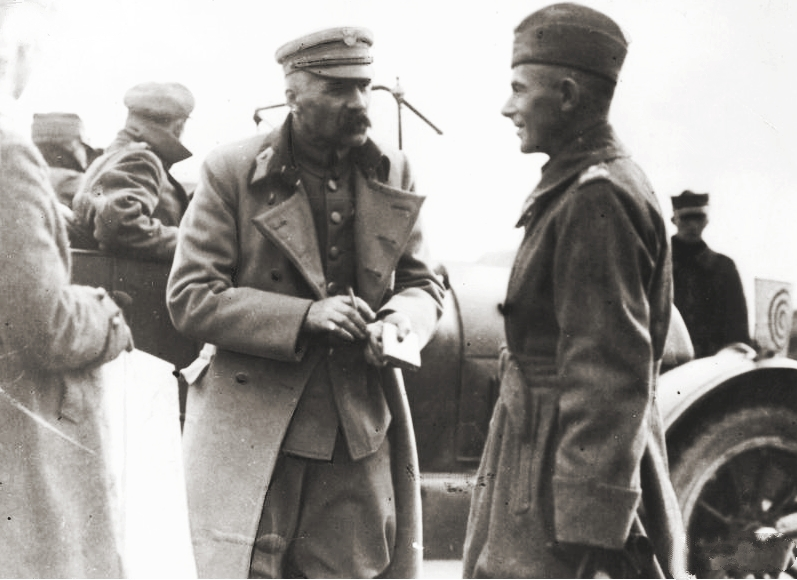
Юзеф Пилсудский и Эдвард Рыдз-Смиглы во главе ударной группы. Август 1920 года

Ультиматум Польскому правительству. Подписал Командарм-16 Соллогуб. Август 1920 года

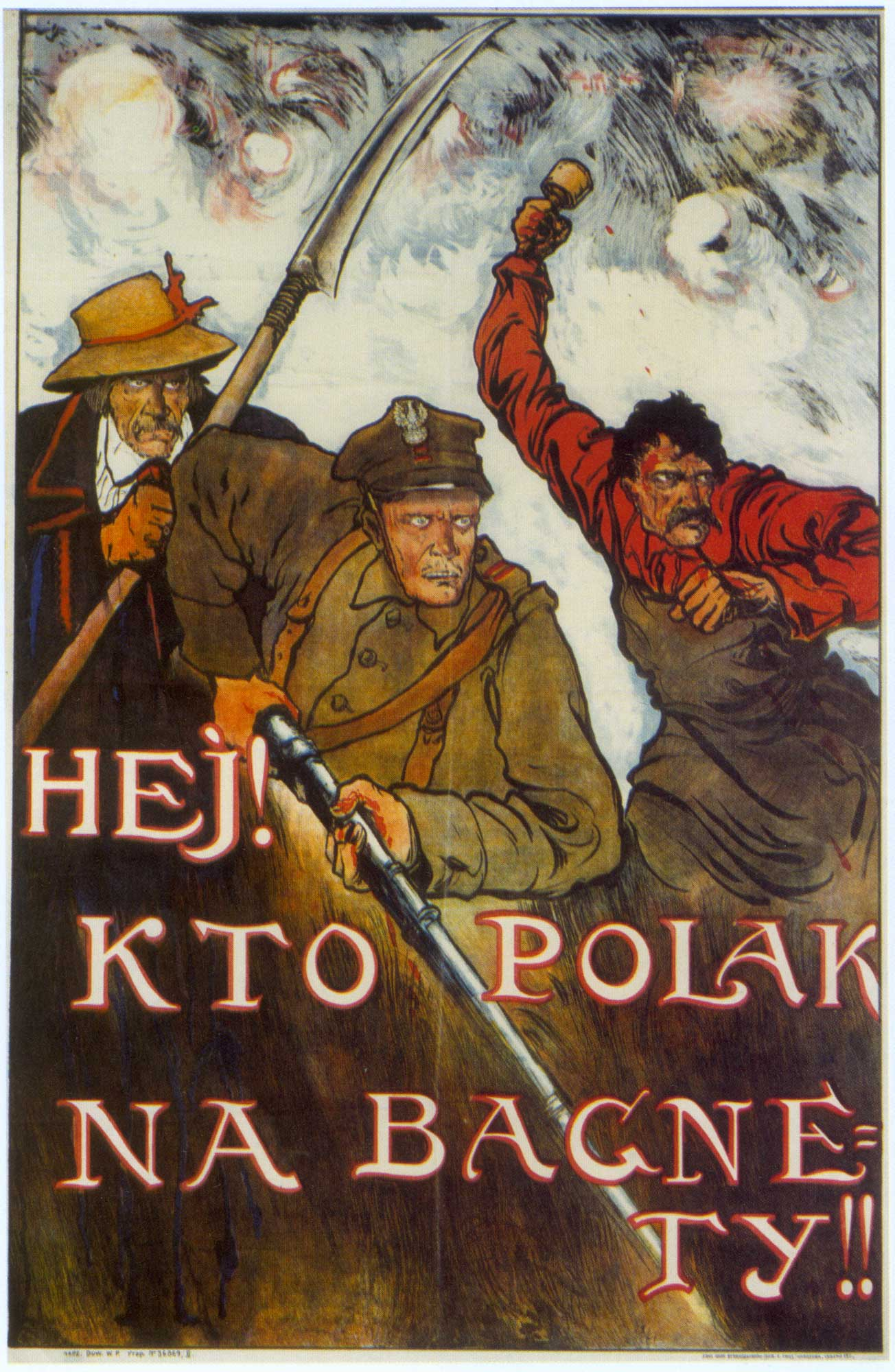
Эй, кто поляк, в штыки! Плакат с цитатой из «Варшавянки 1831 года»

В то время как польские войска к моменту сражения на Висле значительно усилились и окрепли, войска Западного фронта оказались ослабленными. В ходе боев они понесли большие потери, тыловые части отстали на 200—400 км, в связи с чем нарушился подвоз боеприпасов и продовольствия. Войска не получали пополнений. Всё это привело к тому, что к началу решающего сражения на Висле соотношение сил резко изменилось в пользу противника.
Войска фронта насчитывали около 101,3 тысяч штыков и сабель, несколько уступая противнику по численности. На варшавском и новогеоргиевском направлениях противник имел около 69 тысяч штыков и сабель, а советские войска (4, 15, 3 и 16-я армии) — 95,1 тысяч штыков и сабель. На ивангородском направлении (район реки Вепш), где польское командование готовилось нанести контрудар, было 38 тысяч штыков и сабель, а противостоявшие им войска Мозырской группы насчитывали только 6,1 тысяч штыков. Вышедшие к Висле советские части были малочисленными. В некоторых дивизиях осталось не более 500 бойцов. Многие полки в сущности превратились в роты. По словам участников этих боев, пехоты в некоторых полках хватало только для использования ее в качестве прикрытия пулеметов и орудий. В войсках не хватало патронов и винтовок, не было артиллерийских снарядов.
12 августа войска Западного фронта перешли в наступление на Варшаву. План Тухачевского предусматривал (как и во время операции русских войск во время Польского восстания 1830 года) перейти Вислу в нижнем течении и атаковать Варшаву с запада. Он строился на ошибочном предположении, что главные силы противника отходят севернее Буга.
13 августа (на день раньше, чем планировалось) две стрелковые дивизии РККА (21-я из 3-й армии и 27-я — из 16-й) ударили под Радзымином (в 23 км от Варшавы), взломали оборону 11-й польской дивизии полковника Б. Язвинского и овладели городом. Затем одна из них двинулась на Прагу, а вторая повернула направо — на Непорент и Яблонну. Польские силы перешли на вторую линию обороны.
На участке главной группировки Западного фронта 4-я армия уже вечером 13 августа обошла с севера 5-ю польскую армию и устремилась к нижнему течению Вислы. При этом между 4-й и 15-й армиями образовался разрыв в 20 километров. 15-я армия в это время вышла к Вкре и её правофланговые дивизии начали форсирование реки у Сохоцина. Но между боевыми порядками двух красных армий (4-й и 15-й) образовался разрыв в 30 километров, где находились обозы и тыловые части 4-й армии. 3-я армия подходила главными силами к фортам крепостей Новогеоргиевск (Модлин) и Згерж.
3-й Конный корпус своей 10-й кавдивизией устремился к Нешаве на Висле, а 15-й кавдивизией — на Влоцлавек. Утром 14 августа красная конница начала бой за переправы в указанных районах. Южнее на линию реки Вкра к позициям 5-й польской армии вышли 15-я армия Корка и главные силы 3-й армии Лазаревича, наступавшие на Насельск — Модлин.
В тот же день и польская радиоразведка перехватила приказ по 16-й армии о наступлении на Варшаву 14 августа. Польское командование отнеслось к нему серьёзно. По приказу Юзефа Галлера командующему 5-й армией генералу Владиславу Сикорскому была поставлена задача на рассвете 15-го атаковать противника в зоне ответственности армии, разгромить его и тем самым помочь войскам 1-й армии, сражавшимся на Варшавском плацдарме.
В ночь на 15 августа две резервные польские дивизии (10-я генерала Люциана Желиговского и 1-я Литовско-Белорусская генерала Яна Жондковского) атаковали войска РККА под Радзымином и взяли город.

## Сражение на Вкре
15 августа 18-й польской пехотной дивизии 5-й армии Сикорского удалось отбросить на 20 километров к востоку правое крыло 15-й армии Западного фронта (части 4-й и 16-й стрелковых дивизий). 8-я польская кавалерийская бригада ранним утром захватила Цеханув (уже в тылу красных войск), где разгромила штаб 4-й армии. Командарму А. Шуваеву удалось бежать. Зато штабисты собственными руками уничтожили единственную радиостанцию, вследствие чего командарм Шуваев в течение нескольких дней не мог связаться со штабом Западного фронта.
Только к вечеру 15 августа 33-й стрелковой дивизии удалось отбить Цеханув.
В то же время основная масса войск 4-й армии продолжала движение к нижней Висле, все больше отрываясь от главной группировки фронта. 3-й конный корпус 15 августа достиг Бобровников и Влоцлавска и переправил часть сил на западный берег. Всю ночь с 15 на 16 августа противник вел интенсивный артиллерийский и пулеметный огонь по фронту 15-й и 3-й армий. Советские части, не имея снарядов и патронов, отвечали молчанием.
16 августа главные силы 5-й армии начали оттеснять советские 11-ю и 16-ю стрелковые дивизии на восток, а 17-я и 9-я пехотные дивизии захватили Насельск. После взятия города дивизиям была поставлена задача преследовать и захватить переправы на реке Нарев у Пултуска.
К вечеру 16 августа 18-я и 54-я дивизии 4-й армии, повёрнутые на юго-восток, подошли к Плоньску с запада, однако были отброшены на север. 17 августа бригады этих двух дивизий снова атаковали Плоньск, но польский гарнизон удержал город. После этого красные дивизии отошли на северо-запад.
Битва на Вкре продолжалась пять дней. За это время 5-я армия генерала Сикорского смогла задержать более сильного противника и начала оттеснять его на восток. Более раннее начало действий 5-й армии предоставило главнокомандующему Пилсудскому время, необходимое для организации контрнаступления с юга.

## Контрнаступление на Вепше

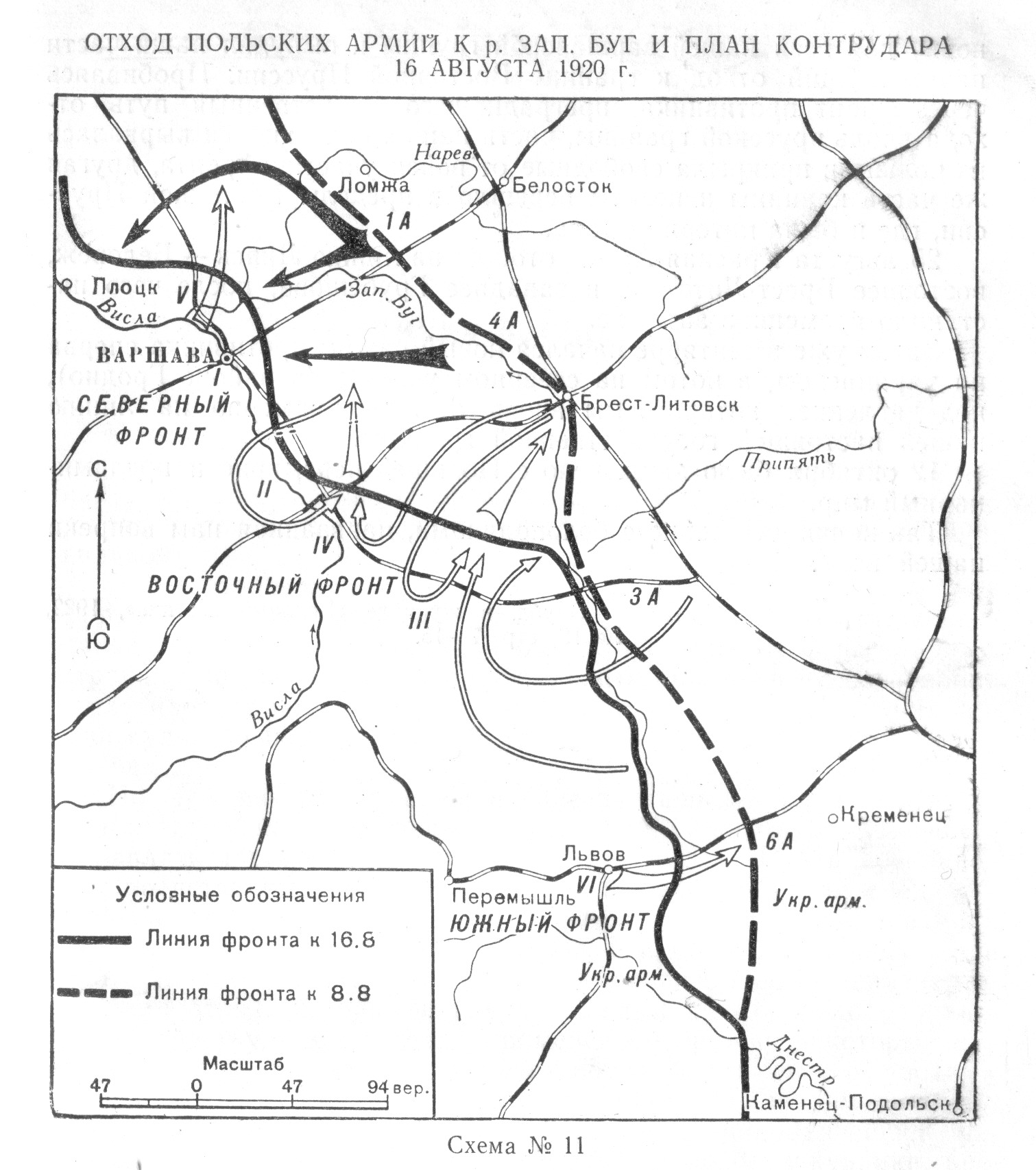
Линия фронта на 16 августа

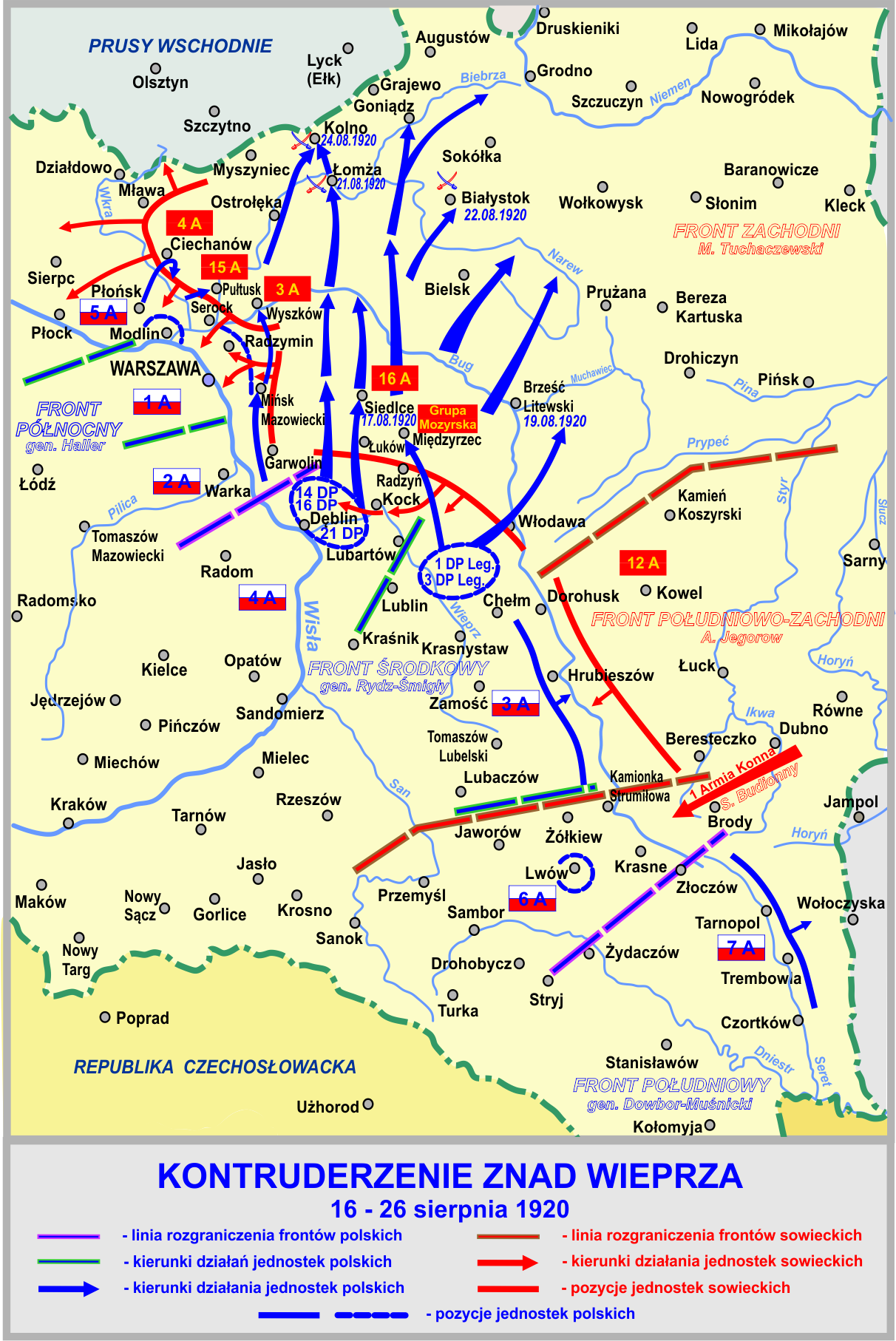
Контрудар на Вепше

Ещё под Брестом в руки красноармейцев попал приказ 8358/III о контрударе под Вепшем с подробной картой. Найден он был у убитого командира добровольческого полка майора Вацлава Дроёвского. Однако советское командование посчитало найденный документ дезинформацией, целью которой был срыв наступления Красной армии на Варшаву.
16 августа маршал Пилсудский начал задуманный контрудар. Сыграла свою роль информация радиоразведки о слабости Мозырской группы РККА, против которой был сосредоточен более чем двойной перевес в людях (47 500 бойцов против 21 000). На рассвете 16 августа началось наступление 4-й и 3-й польских армий Центрального фронта из-за Вепша, во фланг и тыл красных армий, штурмовавших Варшаву. Пилсудский требовал от войск максимальной быстроты действий, инициативы и решительности. Чтобы избежать задержек в наступлении, непосредственно в дивизиях находились командующие высшего ранга. Так, сам Пилсудский прибыл в 14-ю пехотную дивизию, Рыдз-Смиглы — в 16-ю дивизию. На своем пути наступающие войска встретили лишь отдельные подразделения Мозырской группы Хвесина. Боев почти не было. До вечера 16 августа части 4-й армии прошли 35—40 километров. 14-я пехотная дивизия минула Гарволин и вошла в сферу действий левого крыла 16-й армии Соллогуба. На правом крыле наступления 3-я дивизия легионов заняли Влодаву на левом берегу Западного Буга, а 1-я дивизия легионов после 50-километрового перехода достигла Вишницы. Возникла серьёзная перспектива уничтожения тылов Западного фронта и окружения всех находящихся под Варшавой войск. На следующий день по плану Пилсудского намечался выход на шоссе Варшава — Брест.
На второй день (17 августа) произошли бои в районе Влодавы, где была разбита 58-я СД, а 1-я дивизия легионов заняла Бялу-Подляску и Мендзыжец (по дороге из Бреста на Варшаву). Войска 4-й армии заняли Луков и Седльце. К вечеру 17 августа войска 4-й и 3-й польских армий вышли на линию Бяла-Подляска — Седльце — Минск-Мазовецкий — Прага (пригород Варшавы за Вислой) и установили контакт с частями 1-й армии генерала Лятиника, оборонявшей Варшаву.

## Катастрофа Западного фронта
В ночь на 18 августа командование Западным фронтом отдало приказ о перегруппировке войск к востоку. Тухачевский приказывает прекратить наступательные действия и «отрываться от противника». Впрочем, в данном постановлении уже не было необходимости, так как войска Западного фронта ещё 17 августа начали отступать. Отход советских войск от Варшавы проходил в постоянно ухудшающейся для них обстановке.
18 августа польские войска перешли в наступление всеми имеющимися силами, и остановить этот поток Западный фронт был уже не в состоянии. Утром 19 августа поляки выбили слабые части Мозырской группы из Брест-Литовска. Попытка перегруппировать войска 16-й армии не удалась, поскольку противник опережал советские части при выходе на любые пригодные для обороны рубежи
22 августа части 15-й армии отошли к Ломже, но атаки противника вынудили советские войска отходить на северо-восток к Граево и Августову. В самом тяжелом положении оказались войска 4-й армии, наиболее далеко продвинувшейся на запад. 22 августа 4-я армия все еще находилась в районе Млавы, где прорвалась через фронт 18-й пехотной дивизии противника. Тем временем 22 августа 8-я польская дивизия заняла Остроленку, а 23 августа 1-я, 21-я пехотные дивизии и 4-я кавбригада выбили советские войска из Белостока. В этих условиях 4-й советской армии удалось к 25 августа пробиться до Кольно, где 15-я и 8-я польские дивизии окончательно преградили им путь на восток. Исчерпав возможность сопротивления, 18-я, 53-я, 12-я стрелковые дивизии 4-й армии и основные силы 33-й и 4-я стрелковые дивизии 15-й армии 25 августа перешли германскую границу и были интернированы. На оперативный простор в районе Августова смогли прорваться лишь подразделения полков из 12-й стрелковой дивизии с остатками штаба армии. Части 3-го кавкорпуса до 26 августа старались пробиться на восток, но, исчерпав боеприпасы, тоже отошли в Восточную Пруссию.
Только к 25 августа фронт более-менее стабилизировался по линии Августов — Липск — Кузница — Вислочь — Беловеж — Жабинка — Опалин. Стратегическая инициатива перешла к польским войскам.

## Действия 1-й Конной армии
Еще 19 августа, когда войска Западного фронта уже отступили от Варшавы, из-под Львова стала отводиться 1-я Конная армия. Однако почувствовав ослабление натиска советских войск, противник предпринял ряд контратак, и 21—24 августа соединениям конармии пришлось поддерживать своих соседей. Не добавила ясности и директива Троцкого от 20 августа, требовавшая «энергичного и немедленного содействия конной армии Западному фронту», но обращавшая «особое внимание Реввоенсовета армии на то, чтобы занятие самого Львова не отразилось на сроке выполнения этих приказов». Тем самым вместо четкого приказа о прекращении атаки Львова Москва вновь ограничилась расплывчатым приказом. Не говоря уже о том, что теперь переброска 1-й Конной армии была уже не нужна. Более того, 25 августа 1-я Конная армия была по приказу главкома брошена в рейд на Замостье, не имевший ни смысла, ни цели.

## Потери сторон
Точные потери войск Западного фронта неизвестны, но по некоторым оценкам в ходе Варшавского сражения погибли и получили ранения 25 тысяч красноармейцев, 60 тысяч попали в плен и 45 тысяч были интернированы немцами. Несколько тысяч человек пропали без вести. Помимо людей, фронт потерял 231 орудие, 1023 пулемёта, несколько тысяч лошадей, 10 тысяч подвод с амуницией, 200 полевых кухонь и огромное количество автомобилей (включая и бронемашины). Польские потери были меньше — 4,5 тысячи убитых, 22 тысячи раненых и 10 тысяч пропавших без вести.

## Память
Варшавское сражение, названное «Чудом над Вислой», было включено британскими исследователями в список 18 наиболее выдающихся переломных битв в мировой истории.
В 1992 году в Польше в честь победы в Варшавской битве был установлен Праздник польской армии, отмечаемый 15 августа. Этот день стал в Польше выходным нерабочим. С 2007 года главным элементом праздника стал военный парад в столице Польше — Варшаве.

## Отражение в культуре
- Чудо на Висле (Польша, 1921, режиссёр — Ричард Болеславский)
- Варшавская битва. 1920 (Польша, 2011, режиссёр — Ежи Гофман).

### Комментарии
1. ↑  Членом Военного совета фронта был Сталин, входивший к этому времени в высший круг советских вождей.  Сталин не был согласен с общей стратегией мировой революции, выдвинутой Лениным. Он считал, что вместо похода на Варшаву и Берлин следует присоединить к РСФСР Волынь и Галицию, населенные преимущественно украинцами[6].  2 августа  Политбюро приняло решение о передаче 1-й Конной армии и 12-й армии из Юго-Западного фронта, фактически подчиненного Сталину, в состав Западного фронта, подчиненного Тухачевскому. Однако Сталин под разными предлогами оттягивал выполнение приказа, в результате чего 1-я Конная двинулась на Варшаву только 21 августа и не смогла принять участие в боях под Варшавой (см. также Битва при Комарове)